# Резолюция 170 на Съвета за сигурност на ООН
Резолюция 170 на Съвета за сигурност на ООН е приета единодушно на 14 декември 1961 г. по повод кандидатурата на Танганайка за членство в ООН. С Резолюция 170 Съветът за сигурност препоръчва на Общото събрание на ООН Танганайка да бъде приета за член на Организацията на обединените нации.